# Morti e sepolti
Morti e sepolti (Dead & Buried) è un film del 1981 diretto da Gary Sherman.

## Trama
Il paese di Potters Bluff nasconde terribili segreti. Orribili omicidi e strane sparizioni non sono nulla a confronto del ritorno in vita delle stesse vittime. Lo sceriffo Gillis è determinato a scoprire i segreti dietro questi strani eventi e scopre così una traccia legata a riti voodoo e magie oscure, ma è lontano dallo scoprire la verità...